# توني روميو
توني روميو (بالإنجليزية: Tony Romeo)‏ هو لاعب كرة قدم أمريكية أمريكي، ولد في 7 مارس 1938 في سانت بيترسبرغ في الولايات المتحدة، وتوفي في 2 مايو 1996 في ماثيوز في الولايات المتحدة.